# Municipio de Verdigris (Kansas)
El municipio de Verdigris (en inglés: Verdigris Township) es un municipio ubicado en el condado de Wilson en el estado estadounidense de Kansas. En el año 2010 tenía una población de 322 habitantes y una densidad poblacional de 3,11 personas por km².

## Geografía
El municipio de Verdigris se encuentra ubicado en las coordenadas 37°40′39″N 95°54′33″O / 37.67750, -95.90917. Según la Oficina del Censo de los Estados Unidos, el municipio tiene una superficie total de 103.54 km², de la cual 102,35 km² corresponden a tierra firme y (1,15 %) 1,19 km² es agua.

## Demografía
Según el censo de 2010, había 322 personas residiendo en el municipio de Verdigris. La densidad de población era de 3,11 hab./km². De los 322 habitantes, el municipio de Verdigris estaba compuesto por el 92,55 % blancos, el 0,31 % eran amerindios, el 1,55 % eran de otras razas y el 5,59 % eran de una mezcla de razas. Del total de la población el 0,62 % eran hispanos o latinos de cualquier raza.